# Piet Punt
Pieter Punt (6 febbraio 1909 – 5 luglio 1973) è stato un calciatore olandese, di ruolo difensore.